# Borba (quotidiano)
Borba è una testata giornalistica che viene pubblicata a Belgrado. Fu il quotidiano ufficiale delle Lega dei Comunisti di Jugoslavia dal 1945 al 1991.

## Le origini e la propaganda partigiana
Borba (letteralmente, “La Lotta”) iniziò le sue pubblicazioni a Zagabria nel 1922, ai tempi del Regno dei Serbi Croati e Sloveni (SHS). Fino al 1945 fu l'organo principale della propaganda dell'allora illegale Partito Comunista Jugoslavo (KPJ). 

Il quotidiano divenne un cardine per l'azione del KPJ e della Repubblica di Užice. Nel 1941 nelle sue file entrò Milovan Đilas, che Tito aveva nominato come responsabile della propaganda del Partito. 

Dopo la caduta della Repubblica di Užice, il foglio di partito venne stampata nel villaggio di Drinici, al confine tra l'attuale Bosnia e la Croazia.

## Il giornale ufficiale dello SKJ
Dopo la seconda guerra mondiale e la Guerra partigiana, la sede della testata venne spostata a Belgrado. Nel 1948 un articolo di fondo scritto da Jasha Levi dava notizia della rottura tra Tito e Stalin. Dopo il 1948 il giornale venne pubblicato simultaneamente anche a Zagabria. Per lungo tempo Borba alternò pagine in caratteri cirillici con pagine in caratteri latini.
Un episodio chiave della politica jugoslava nonché della storia del quotidiano fu il processo a Milovan Đilas e Vladimir Dedijer del 1956.

## Oggi
Dopo la Guerra civile jugoslava la Serbia ereditò gran parte delle istituzioni della Repubblica federale socialista di Jugoslavia. In questo processo rientrarono anche quotidiani come Borba e Politika. 

Nell'odierno panorama della stampa serba il quotidiano occupa una posizione defilata. Ne rimane tuttavia un'immagine storica.